# Битва при Толваярви
Битва при Толваярви (фин. Tolvajärven–Ägläjärven taistelu) — бои между финскими войсками и Красной армией, произошедшие 12 декабря 1939 года. Это была первая большая победа Финляндии во время Зимней войны.

## Предыстория
После объявления войны 30 ноября началось заранее запланированное отступление финской армии с Ладожского озера перед численно превосходящей Красной армией. Не считалось возможным, что СССР развернёт большие по численности войска в этой глухой и почти бездорожной области, но в этот район по дороге между Суоярви и Толвоярви двинулась целая дивизия. Красная армия представляла большую угрозу для IV Финского корпуса связи. Для противодействия этой угрозе финское командование собрало «Группу Талвела» под командованием полковника Пааво Талвелы.

## Стороны
С финской стороны:
- «Группа Талвела», состоящая из 16-го пехотного полка под командованием Ааро Паяри (фин. Aaro Pajari)
- «Отряд Рясянен», состоящий из четырёх отдельных батальонов ErP 9, ErP 10, ErP 112 и PPP 7 и один батальон из состава 6-го артиллерийского полка.

С советской стороны в бою участвовала 139-я стрелковая дивизия под командованием комбрига Николая Беляева, состоящая из 718-го, 609-го и 364-го стрелковых полков.

## План
Финский план заключался в окружении советских подразделений с двух сторон у озёр Хирвасъярви и Толвоярви. Атака с севера у озера Хирвасъярви должна была начаться в 8 часов утра, а вторая атака лишь тогда, когда первая принесет результаты. Впоследствии план был изменен и обе атаки должны были начаться в 8 часов.

## Битва

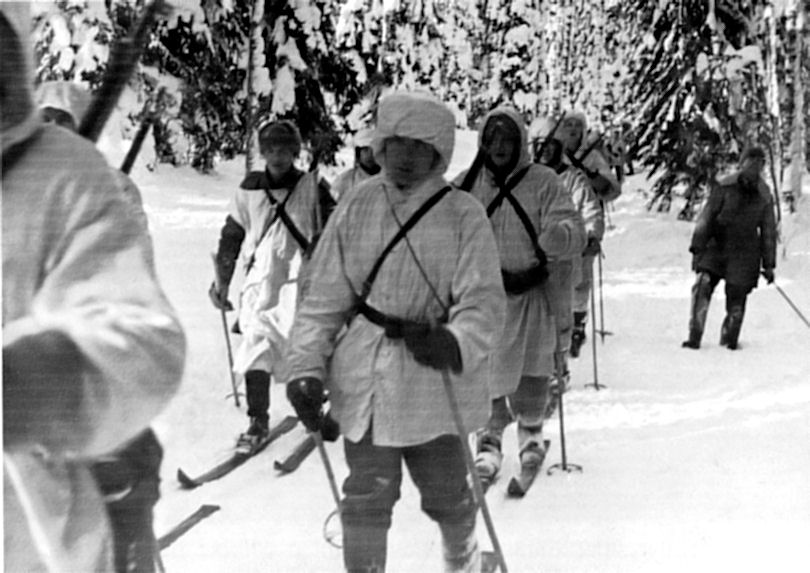
Бойцы Группы Талвела на Толвоярви

Северная группа, состоящая из двух батальонов, скоро встретила советское сопротивление. Они встретились с советским 718-м полком, который готовился предпринять собственное нападение на финский фланг. К полудню финские войска отошли к своим линиям. Хотя эта атака оказалась неудачной, она помешала 718-му полку провести атаку на финском фланге и отправить подкрепление на юг. Второй финский батальон готовился к нападению по дороге, но оно было прервано атакой 609-го советского полка. Финны не потеряли контроль над ситуацией, поэтому, получив артиллерийскую поддержку, продолжили атаку в направлении отеля, находящегося на тонком перешейке между озёрами. Паяри решил использовать свои резервы для окружения советских войск у отеля. В конце концов отель был захвачен, в нём был обнаружен мёртвым командир советского 609-го стрелкового полка и все доклады. Финская армия отступила от озера на ночь. Утром полковник Талвела приказал атаковать снова. 139-я дивизия была отброшена назад и позже (20-22 декабря) уничтожена около Ягляярви.

## Итоги
Финские потери составили более 100 человек, 250 получили ранения. Красная армия потеряла более 1000 человек убитыми, пушки двух артиллерийских батарей, около 20 танков и 60 пулемётов. Битва была очень важна для поддержания морального духа всей финской армии.
Генерал Беляев на следующий день был отстранён от командования.